# South African National Antarctic Programme
Die Aufgabe des South African National Antarctic Programme (SANAP) ist die Forschung über den Naturraum und die Ökologie der Antarktis und des Südlichen Ozeans. Das Hauptquartier befindet sich in Kapstadt, unmittelbar im Hafengebiet des innerstädtischen Quartiers Victoria & Alfred Waterfront.

## Zweck
Südafrika möchte damit auch seine Präsenz in der Region und künftige Handlungsmöglichkeiten in dem Gebiet sichern und offenhalten. Als unmittelbarer Nachbar der Region möchte Südafrika an den internationalen Informations- und Entscheidungsprozessen bezüglich des Gebietes beteiligt sein.

## Aktivitäten
Südafrika unterhält Forschungsstationen auf der Marion-Insel, der Gough-Insel und auf dem antarktischen Kontinent, die bis 2003 in Regie des Department of Environmental Affairs & Tourism (DEA&T) betrieben und verwaltet wurden und seither dem Department of Science and Technology (DST) unterstellt sind.
Die antarktische Forschungsstation SANAE IV betreibt Strahlungsforschung und Erdwissenschaften und vor allem geologische Forschung. 
Auf der Gough-Insel und auf Zavodovski (jeweils im Südatlantik)  bestehen meteorologische Stationen der SANAP. Auf Marion Island (Indischer Ozean), ursprünglich eine meteorologische Station, betreibt SANAP heute auch Forschungen zur Ozeanographie, Biologie und Geologie.